# Metalloinvest
Aktsioernoe Obsjtjestvo Choldingovaja Kompania Metalloinvest, ryska: Акционерное Общество Холдинговая компания Металлоинвест, är ett ryskt företag inom gruvdrift och stålproduktion. Företaget har mineraltillgångar, både bevisat och trolig, på omkring 13,8 miljarder ton järnmalm, vilket motsvarar 136 år vid nuvarande takt av gruvbrytning. De ägs till 100% av USM Metalloinvest, som i sin tur ägs av förvaltningsbolaget Holding Company USM vars delägare i juli 2018 var bland andra Alisjer Usmanov (49%), Andrej Skotj (30%) och Farhad Moshiri (8%).
Huvudkontoret ligger i Moskva.

## Historik
Företaget har sitt ursprung från december 2004 när de ryska oligarkerna Alisjer Usmanov och Vasilij Anisimov köpte 97,6% av Michajlovskij Gorno-Obogatitenyj Kombinat i Kursk oblast, som var då Rysslands näst största metallförädlingsanläggning. Två år senare fusionerade de två metallförädlingsanläggningen med Gazmetall, som ägdes till 50% av Usmanov. I Gazmetall ingick det redan sex företag, fem ryska och ett moldaviskt och de nämnvärda var Rysslands största metallförädlingsanläggning Lebedinskij Gorno-Obogatitenyj Kombinat i Belgorod oblast samt en av Rysslands största stålproducenter i Uralskaja Stal. I juli 2011 förvärvade man 4% av konkurrenten Nornickel medan sex år senare avslutade man sitt ägande efter man sålde de sista 1,79%. I december 2011 sålde Anisimov sin andel på 20% av Metalloinvest till banken VTB för mellan två och tre miljarder amerikanska dollar. Under sommaren 2021 rapporterade amerikanska finansnyhetsbyrån Bloomberg att Metalloinvest var intresserad över att genomföra en börsintroduktion under 2022. Metalloinvest förväntade sig att få en företagsvärdering på omkring 20 miljarder dollar.